# Grešnica
Grešnica (makedonska: Грешница) är en ort i Nordmakedonien. Den ligger i kommunen Makedonski Brod, i den centrala delen av landet, 50 kilometer söder om huvudstaden Skopje. Grešnica ligger 667 meter över havet och antalet invånare är 105.